# 詹姆斯·瑞布霍恩
詹姆斯·瑞布霍恩（英語：James Rebhorn，1948年9月1日—2014年3月21日），原名為詹姆斯·罗伯特·瑞布霍恩（英語：James Robert Rebhorn），是美国著名的性格演员，曾出演过超过100部电视节目，电影和戏剧。最著名的角色有1992年《闻香识女人》中出演校长查斯克先生，以及1996年电影《独立日》中的美国国防部长和前任中央情报局局长阿尔伯特·尼米兹基。

## 逝世
瑞布霍恩之前一直居住于新泽西州的南奥兰治，他在他的家中辞世，享年65岁（他一直在家中接受临终关怀）。死因为黑素瘤（一种皮肤癌），早于1992年就已被确诊。